# بورسولوم
بورسولوم (به لاتین: Bürsülüm) یک منطقه مسکونی در جمهوری آذربایجان است که در شهرستان لریک واقع شده است. بورسولوم ۴۲۶ نفر جمعیت دارد.

## ریشه واژه
مردم این روستا از روستاهای آنزولو و تنگه‌بین و چندین روستای دیگر با مهاجرت از روستاهای خود به این مکان روستا را بنا نهادند. بور یا بورمَه در تالشی به‌معنی جایگاه و ناحیه و سولوم به‌معنی خار است و بورسولوم یعنی منطقه‌ای خاردار.